# الحديث عنه أكثر (رواية)
الحديث عنه أكثر (بالإنجليزية: Talking It Over)‏ هي رواية للكاتب الإنجليزي جوليان بارنز، نشرت عام 1991، عن دار نشر جوناثان كيب.